# Марим ја...
Марим ја... је седми албум новосадског кантаутора Ђорђа Балашевића. Албум садржи 9 песама од којих су хитови Рингишпил, Олелоле, Слабо диваним Маџарски, насловна нумера, Човек за кога се удала Буба Ердељан, Цитрон песма, Неверник и Дивљи бадем. Изашао је септембра 1991. године у издању сарајевског Дискотона.

## О албуму
Албум је сниман јуна 1991. године у студију Радио Нови Сад. Ово је уједно први албум на ЦД-у и последњи албум на плочи. Албум није праћен спотовима и турнејом због предстојећег распада и рата. Реиздање је имао 1998. године.

## Списак песама
Аутор(и) свих текстова и песама: Ђорђе Балашевић. 
| №               | Назив                                                                       | Трајање |  |
| 1.              | Човек за кога се удала Буба Ердељан                                         | 5:47    |  |
| 2.              | Рингишпил                                                                   | 5:41    |  |
| 3.              | Слабо диваним Маџарски                                                      | 3:20    |  |
| 4.              | Марим ја                                                                    | 4:12    |  |
| 5.              | Неверник                                                                    | 3:41    |  |
| 6.              | Дивљи бадем                                                                 | 3:53    |  |
| 7.              | Цитрон песма                                                                | 3:01    |  |
| 8.              | Олелоле                                                                     | 3:48    |  |
| 9.              | Како су зли дедаци разбуцали прославу годишњице брака код мог друга Јеврема | 4:37    |  |
| Укупно трајање: | Укупно трајање:                                                             | 38:07   |  |

## Занимљивости
Само неколико дана пред његову смрт, рађена је емисија која се бавила песмом Човек за кога се удала Буба Ердељан.

## Обраде
Олелоле-Резервација (Зана, 2003)